# Presidio ospedaliero "Santo Spirito"
Il Presidio ospedaliero "Santo Spirito" di Pescara è l'ospedale pubblico della città abruzzese, e fa parte dell'azienda sanitaria locale di Pescara che comprende le preesistenti unità locali socio sanitarie di Pescara, Penne e Popoli Terme. Serve un bacino di utenza di circa 300.000 persone, ripartiti nei 46 comuni della provincia.

## Storia
Un primo ricovero per ammalati e pellegrini con funzione di ospedale, venne istituito presso l'antica sede dei Cavalieri di Malta in via Petronio, a Pescara vecchia. Con il governo napoleonico dei primi anni dell'800, un nuovo ricovero per ammalati entrò in attività nell'allora comune di Castellammare Adriatico, presso l'ex convento di San Giuseppe dei Cappuccini, nelle vicinanze dell'odierna struttura. Anche questa nuova sistemazione si rivelò presto inadeguata, come dimostrato dalle frequenti epidemie che colpivano ciclicamente la popolazione locale. Solamente nel 1934 fu istituito il primo vero ospedale civile della città, occupando l'edificio dallo stile ottocentesco di via Paolini, in precedenza adibito a stabilimento bacologico.
In seguito al vigoroso sviluppo urbano della città, anche la nuova sistemazione del 1934 da circa 150 posti letto si rivelò insufficiente a garantire tutti i servizi necessari all'accresciuta popolazione residente, e già nei primi piani di ricostruzione del dopoguerra si ipotizzava una nuova sede per il presidio ospedaliero. Dopo molti anni di lavoro nel 1994 venne inaugurata la nuova struttura di via Fonte Romana, adiacente alla sede precedente che, integrata nella nuova struttura, ospita le strutture amministrative. Durante la pandemia di COVID-19 del 2020 in Italia, il presidio ospedaliero è stato individuato come centro di riferimento regionale per i test di positività al virus e trattamenti ai pazienti, aggiungendo altri 214 posti letto dedicati esclusivamente al trattamento dei pazienti positivi al virus pandemico.
Il pronto soccorso, che con circa 100 000 accessi l'anno è il tredicesimo d'Italia, è stato dotato di una nuova e più ampia struttura di 2 500 metri quadrati inaugurata nel 2021.

## Struttura
L'edificio a forma di croce si sviluppa su otto livelli per circa 114.000 metri quadri, e ha una capacità di 700 posti letto. All'interno della struttura è presente un eliporto, di proprietà del comune di Pescara.

## Unità operative

### Unità operative complesse[10]
- Anatomia patologica
- Cardiologia
- Centro trasfusionale
- Chirurgia generale e d’urgenza
- Chirurgia pediatrica
- Chirurgia toracica
- Chirurgia vascolare
- Radiologia
- Direzione amministrativa dei presidi ospedalieri
- Direzione medica di presidio
- Ematologia clinica
- Endocrinologia e malattie metaboliche
- Gastroenterologia ed endoscopia digestiva
- Geriatria
- Laboratorio analisi cliniche
- Malattie infettive
- Medicina interna
- Medicina nucleare
- Nefrologia e dialisi
- Neurochirurgia
- Oculistica
- Oncologia medica
- Otorinolaringoiatria
- Ortopedia e traumatologia
- Ostetricia e ginecologia
- Pediatria
- Pneumologia
- Medicina e chirurgia d’urgenza
- Reumatologia
- Terapia intensiva e anestesiologia
- 118
- Neonatologia e terapia intensiva neonatale
- Urologia
- Unità di terapia intensiva cardiologica e cardiologia interventistica
- Neurologia d’urgenza e stroke unit
- Psichiatria
- Microbiologia e virologia

### Unità operative semplici[10]
- Chirurgia del bacino e politrauma
- Citomorfologia ed emostasi di 2º livello
- Diagnostica ematologica integrata
- Medicina d’urgenza e gestione paziente critico
- Osservazione breve intensiva
- Ostetricia
- Rianimazione
- Angiografia interventistica
- Patologie ad alta intensità di cure
- Sepsi
- Nefrologia d’urgenza e interventistica
- Dialisi peritoneale
- Broncoscopia interventistica
- Anestesiologia pediatrica
- Aritmologia ed elettrofisiologia
- Chirurgia robotica e mininvasiva

### Unità operative semplici dipartimentali[10]
- Terapia intensiva ematologica
- Chirurgia plastica
- Radioterapia
- Centro diagnosi e terapia emofilia, malattie trombotiche emorragiche ereditarie
- Centro diagnosi e terapia linfomi
- Chirurgia maxillo-facciale
- Day hospital
- Day surgery
- Ecografia internistica
- Ecografia pediatrica
- Oncoematologia pediatrica
- Fisica sanitaria
- Gestione del blocco operatorio
- Ginecologia sociale
- Istituto tessuti e bio-banche
- Laboratorio genetica molecolare oncoematologica
- Neuroradiologia
- Dermatologia
- Degenza ematologica e chemioterapia ad alte dosi
- Farmacotossicologia e qualità analitica
- Chirurgia mammaria
- Gestione del blocco operatorio
- Neurochirurgia e neurotraumatologia d’urgenza
- Psicologia sanitaria